# Cudoniella
Cudoniella is een geslacht van schimmels dat behoort tot de familie Tricladiaceae van de ascomyceten. De typesoort is Cudoniella queletii.

## Soorten
Volgens Index Fungorum telt het geslacht 22 soorten (peildatum april 2023):
| Soortnaam                            | Auteur(s)                    | Publicatiejaar |
| ------------------------------------ | ---------------------------- | -------------- |
| Cudoniella acicularis (Houtknoopje)  | (Bull.) J. Schröt.           | 1893           |
| Cudoniella affinis                   | Velen.                       | 1934           |
| Cudoniella borealis                  | Linder                       | 1947           |
| Cudoniella brasiliensis              | Rizzini                      | 1953           |
| Cudoniella buckowensis               | Henn.                        | 1904           |
| Cudoniella buissonii                 | Grelet                       | 1947           |
| Cudoniella clavus (Waterknoopje)     | (Alb. & Schwein.) Dennis     | 1964           |
| Cudoniella fructigena                | Rostr.                       | 1891           |
| Cudoniella indica                    | J. Webster, Eicker & Spooner | 1995           |
| Cudoniella junciseda                 | (Velen.) Dennis              | 1968           |
| Cudoniella lichenigera               | Losa                         | 1942           |
| Cudoniella marcida                   | (O.F. Müll.) Sacc.           | 1889           |
| Cudoniella mildbraedii               | Henn.                        | 1904           |
| Cudoniella minima                    | Rostaf. & Lind               | 1913           |
| Cudoniella muscorum                  | Linder                       | 1947           |
| Cudoniella queletii                  | (Fr.) Sacc.                  | 1889           |
| Cudoniella rubicunda (Dennenknoopje) | (Rehm) Dennis                | 1964           |
| Cudoniella ruborum                   | Velen.                       | 1934           |
| Cudoniella rugosa                    | Velen.                       | 1922           |
| Cudoniella stagnalis                 | (Quél.) Sacc.                | 1889           |
| Cudoniella tenuispora (Landknoopje)  | (Cooke & Massee) Dennis      | 1974           |
| Cudoniella viridula                  | Grelet                       | 1947           |